# Cinna latifolia
Cinna latifolia là một loài thực vật có hoa trong họ Hòa thảo. Loài này được (Trevir.) Griseb. mô tả khoa học đầu tiên năm 1852.

## Hình ảnh

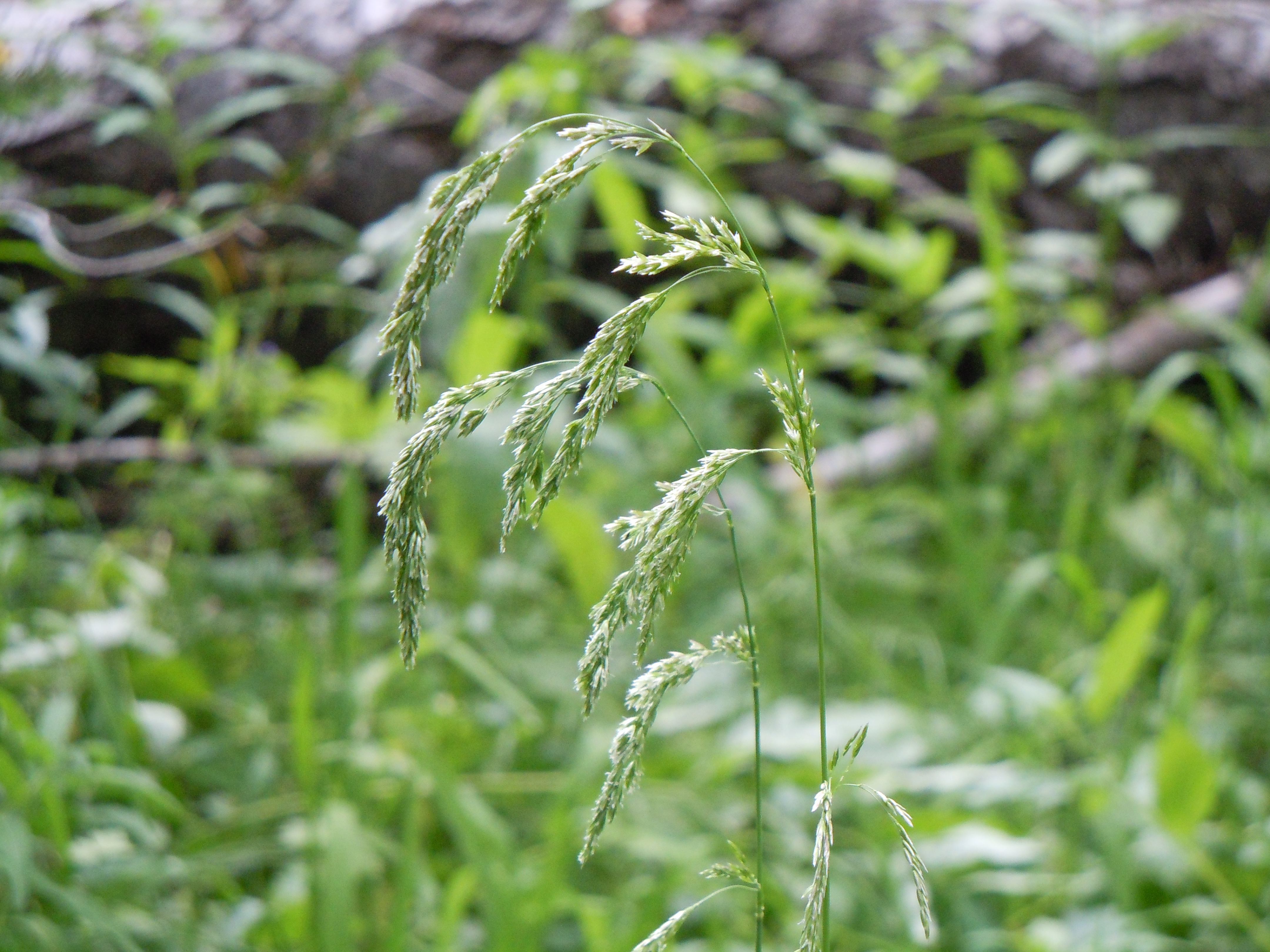
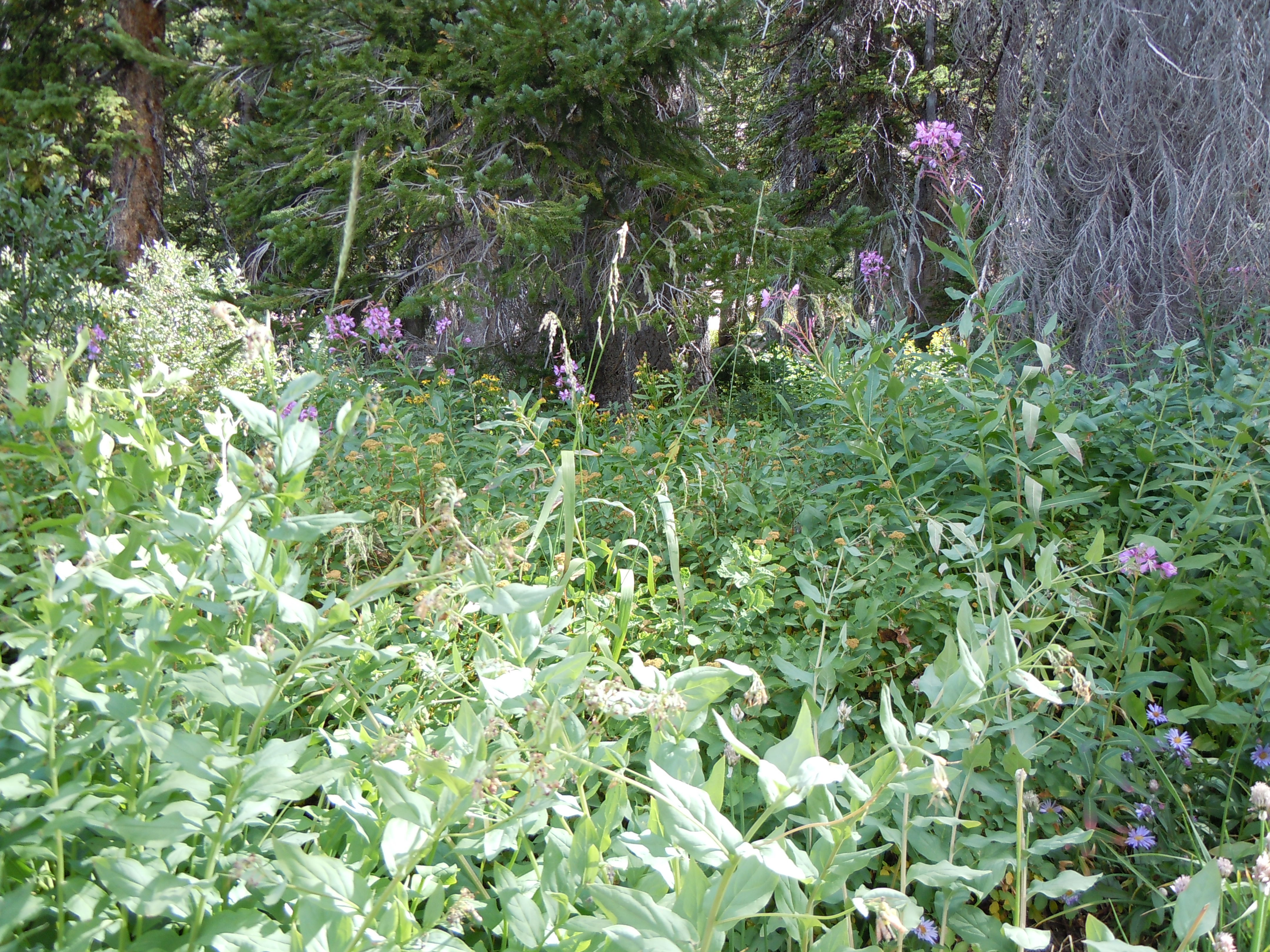
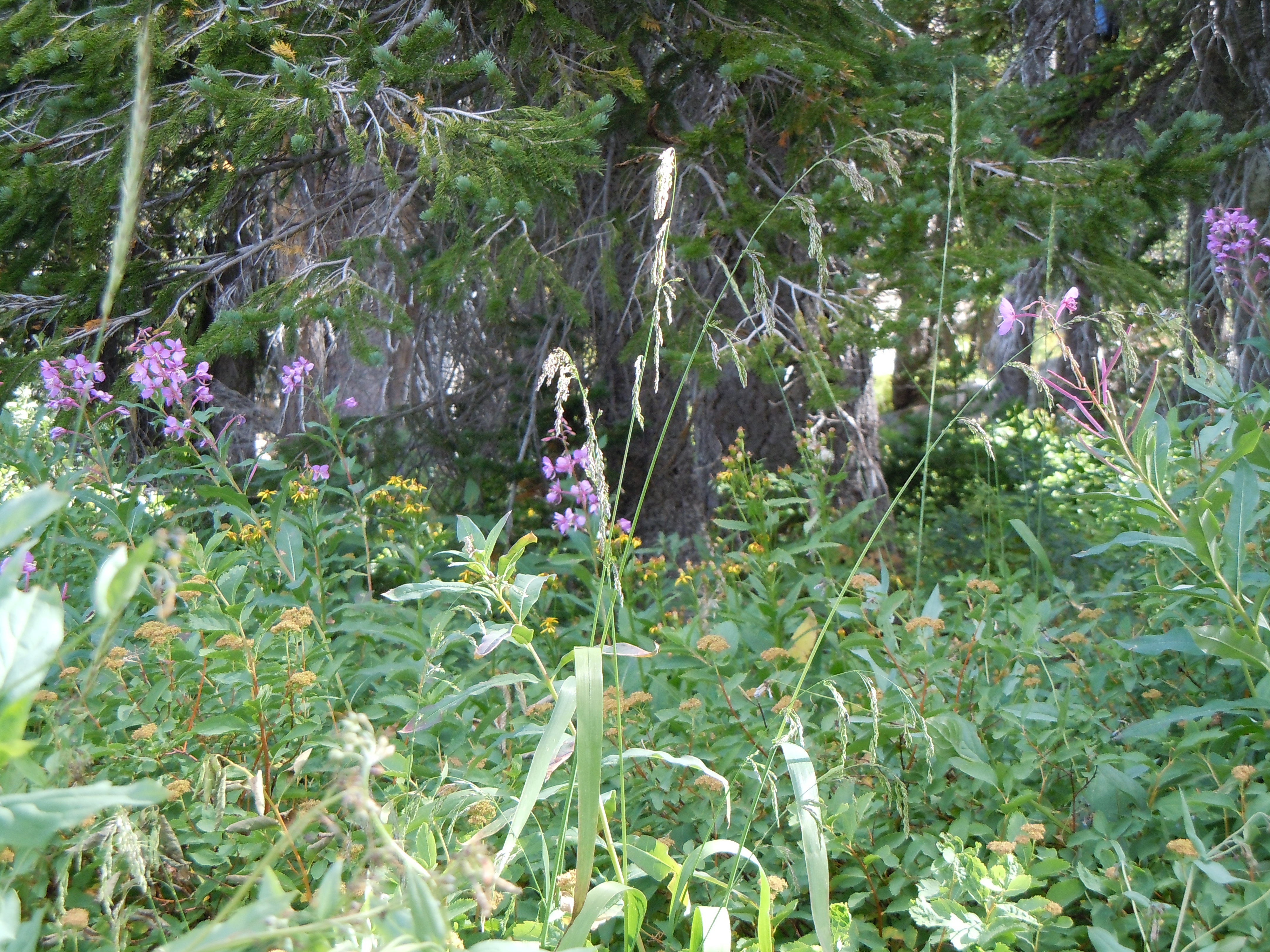
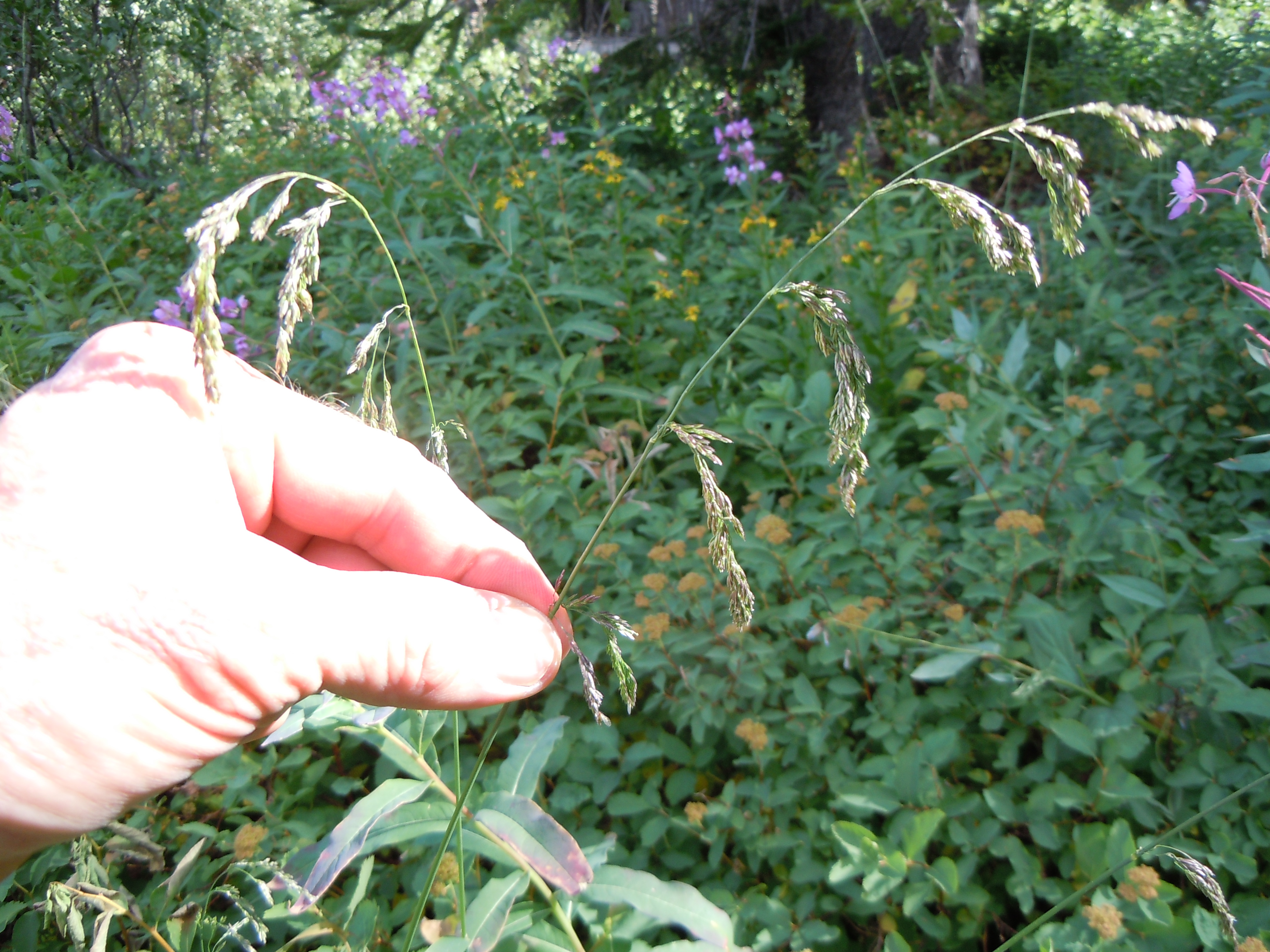